# Armorlux
Armorlux（アルモーリュックス）は1938年に創業した、フランス、ブルターニュに拠点を置くカットソーメーカーである。

## 沿革
フランスの北西部、ブルターニュ地域圏フィニステール県の県庁所在地であるカンペールにおいて、1938年、スイス人実業家、Walter Hubacher（ウオルター・ヒュバッシャー）により設立される。1993年には経営権をJean-Guy Le Floc'h（ジャンギー・ル・フロック）に移し現在に至る。

## 概要
マリンウエアを得意とするファクトリーブランドで、ボーダー柄のバスクシャツに代表されるその商品は、質実剛健なワークウエアとしてフランス国内はもとより、ヨーロッパ諸国やアメリカ、日本などでも販売されている。また、レデース、メンズ共にインナーウエアも手がけており、マリンウエアと並び同社を象徴する商品として親しまれている。1997年よりキッズ（2～18歳）、ベビー（乳児）用の商品もラインナップされ、幅広い年齢層に向けた商品を展開している。
カンペールの自社工場は生地の編み立て、染色、裁断、縫製をトータルで手がける事が可能な設備を有しており、全工程を一元管理する事を自社製品の特徴のひとつとして掲げている。
フランスに30店舗の直営店を持ち、取扱い店舗はギャラリー・ラファイエットやプランタンなど3000店にのぼる。日本では2004年から2006年の間、表参道で直営店が展開されていた。
社会活動も多岐にわたり展開しており、フランスサッカーリーグのFCロリアン（FC LORIENT）のメインスポンサーとしての活動（2004～2006）や、2003年の単独世界1週ヨットレースの覇者、Bernard Stamm氏の活動をサポートするなど、地域スポーツの発展にも寄与している。 また、2005年には国際的な貧困救済活動を目的としたフェアトレードコットン製品のフランスで最初の供給会社として認定された。
2004年にはフランス郵政公社（ラ・ポスト）と契約を結び、フランス郵便局員全ての制服を生産、管理配給する事業も始めている。
ブランド規模が大きくなった現在では、モロッコ、チュニジア、ポルトガル等での生産が主流となっており、それに伴い、ファクトリーブランドから総合アパレルブランドとして変貌をとげている。